# Jed (album)
Jed – drugi album studyjny amerykańskiego zespołu Goo Goo Dolls, wydany w 1989 przez wytwórnię Enigma / Death Records. Został zarejestrowany w studiu Trackmaster Audio w Buffalo. Tytuł płyty pochodzi od imienia Jeda Jacksona, który stworzył jej okładkę. Jest to pierwszy album, na którym usłyszeć można Johnny'ego Rzeznika jako wokalistę – samodzielnie wykonuje on dwa utwory: "Up Yours" i "James Dean" (na „Goo Goo Dolls” Rzeznik udzielił tylko wokalu wspomagającego). Ponadto jeden z utworów, "Down On The Corner", został wykonany gościnnie przez współpracującego z grupą Lance'a Diamonda. Większość materiału z Jed została jednak zaśpiewana przez Robby'ego Takaca. Kolejny wydawca formacji, Metal Blade Records, w 1994 wypuścił reedycję płyty.
Dwa utwory z tego albumu znalazły się na późniejszych kompilacjach zespołu. Na Ego, Opinion, Art & Commerce zawarto piosenkę "Up Yours", a Greatest Hits Volume Two: B-sides & Rarities zawiera kompozycję „No Way Out”.

## Lista utworów
1. "Out of Sight"  – 2:09
2. "Up Yours"  – 1:37
3. "No Way Out"  – 2:38
4. "7th of Last Month (Or Iggy The Cat Gets A Bath)" – 3:07
5. "Love Dolls"  – 2:07
6. "Sex Maggot"  – 1:56
7. "Down On The Corner" (cover Creedence Clearwater Revival) – 3:24
8. "Had Enough"  – 2:48
9. "Road To Salinas"  – 2:39
10. "Em Elbmuh"  – 1:01
11. "Misfortune"  – 1:59
12. "Artie"  – 2:43
13. "Gimme Shelter"  (cover The Rolling Stones) – 2:13
14. "James Dean"  – 3:51

## Personel
- Robby Takac – gitara basowa, śpiew
- Johnny Rzeznik – gitara, śpiew
- George Tutuska – perkusja